# ブルーチーズドレッシング
ブルーチーズドレッシング (Blue cheese dressing) は、アメリカ合衆国とカナダで人気のあるソース、サラダドレッシング、ディップである。
数種類のブルーチーズ、マヨネーズと、バターミルク、サワークリームまたはヨーグルト、オニオンパウダー、ガーリックパウダーから作る。サラダ油、ブルーチーズ、酢から作るものは、ブルーチーズビネグレットと称される。
アメリカ合衆国およびカナダの多くのドレッシングメーカーやレストランでは、様々なブルーチーズドレッシングを作っている。バッファローウイングやクリュディテ（生野菜）のディップとして提供されるのが一般的である。

## 料理での利用
サラダドレッシングとして用いる以外に、鶏肉、シチメンチョウ、ガーリックトースト、トウモロコシなどともよく合う。サンドイッチやラップに用いられるほか、クリームチーズ、サワークリーム、ホットソースなどと合わせてディップとすることもある。

## 安全性と保存
水と油の分離（エマルジョンの不安定さ）は、ブルーチーズドレッシング保存上の問題点である。腐敗は、あらゆる種類の加工食品に関する問題である。研究により、サラダドレッシングを腐敗させる2つの主要な細菌は、Saccharomyces bailiiとLactobacillus fructivoransであることが分かっている。後者は酸に耐性を持つ通性嫌気性生物であり、ブルーチーズドレッシングのような低pHの環境でも生存できる。